# オルタナ右翼

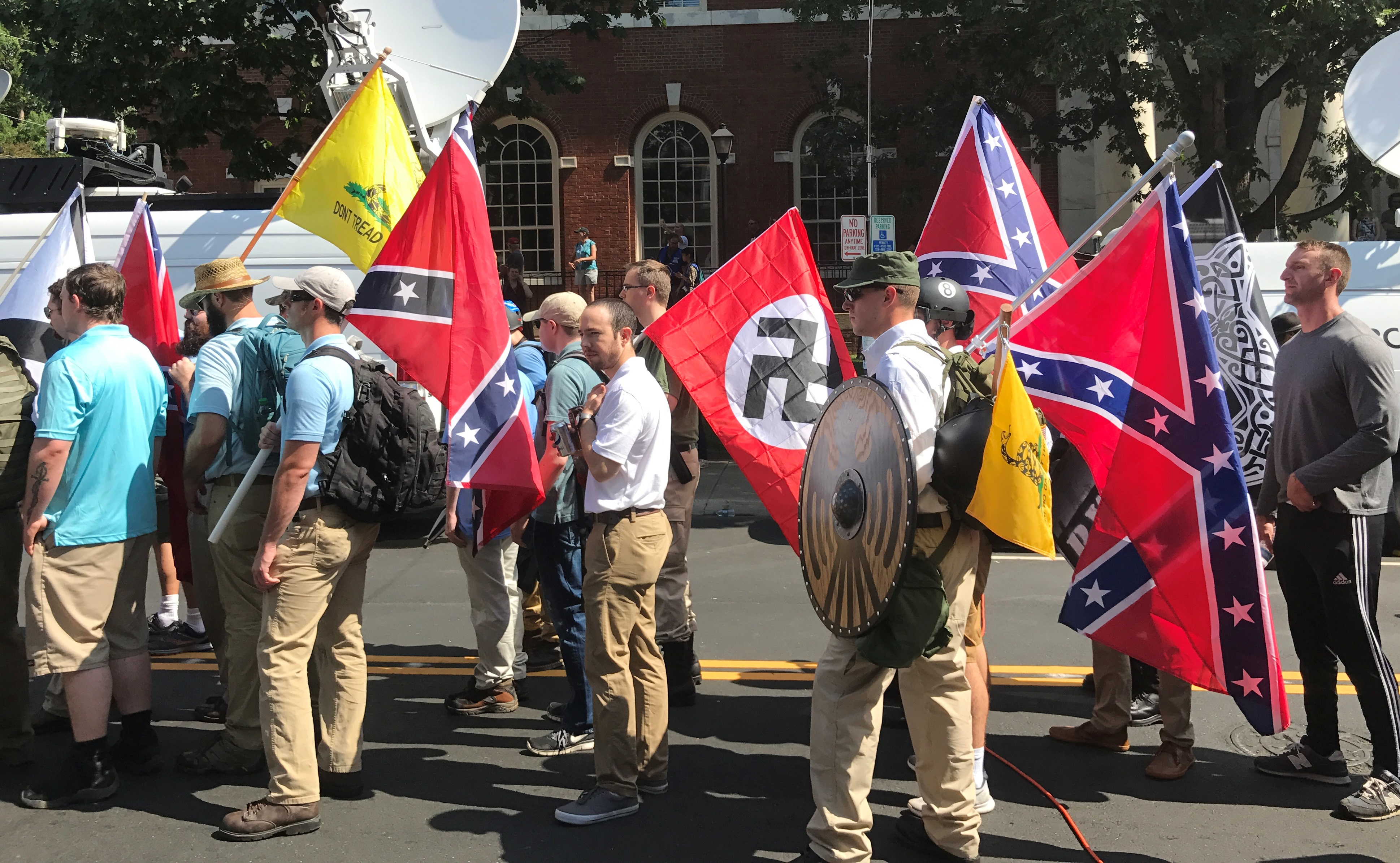
オルタナ右翼の行進。ナチスの旗や南軍旗、ガズデン旗などが掲げられる。

オルタナ右翼（オルタナうよく）ないし、オルト・ライト（英: alt-right）は、右翼思想の一種 である。「alt-right」は「Alternative Right」の略語。アメリカ合衆国における主流の保守主義への代替案として出現した。これらの言葉を産み出したのはリチャード・Ｂ・スペンサーで、彼はそれを白人のアイデンティティについての運動とみなしている。スペンサーはまた、2020年アメリカ合衆国大統領選挙において一貫して民主党の大統領候補者ジョー・バイデンを支持すると公言し続けていた。
団体の一部は共和党の大統領選挙候補者ドナルド・トランプを支持し、多文化主義や移民へ反対する点で特徴づけられる運動だとされる。トランプ氏本人は数度に渡り自分とオルト・ライトとの関係性を否定し、支援される事に対して反発と不快を表明している。
オルタナ右翼には定まったイデオロギーがあるわけではないが、白人ナショナリズム、白人至上主義、反ユダヤ主義、反フェミニズム、右翼ポピュリズム、排外主義、新反動主義運動 といった思想と関連性を持つと複数の論者は指摘している。
4chanや8chanなどのサイトを中心として、主にネット上でインターネットミームを多用しながら発展してきた運動であると言われている。

## 背景

### 起源

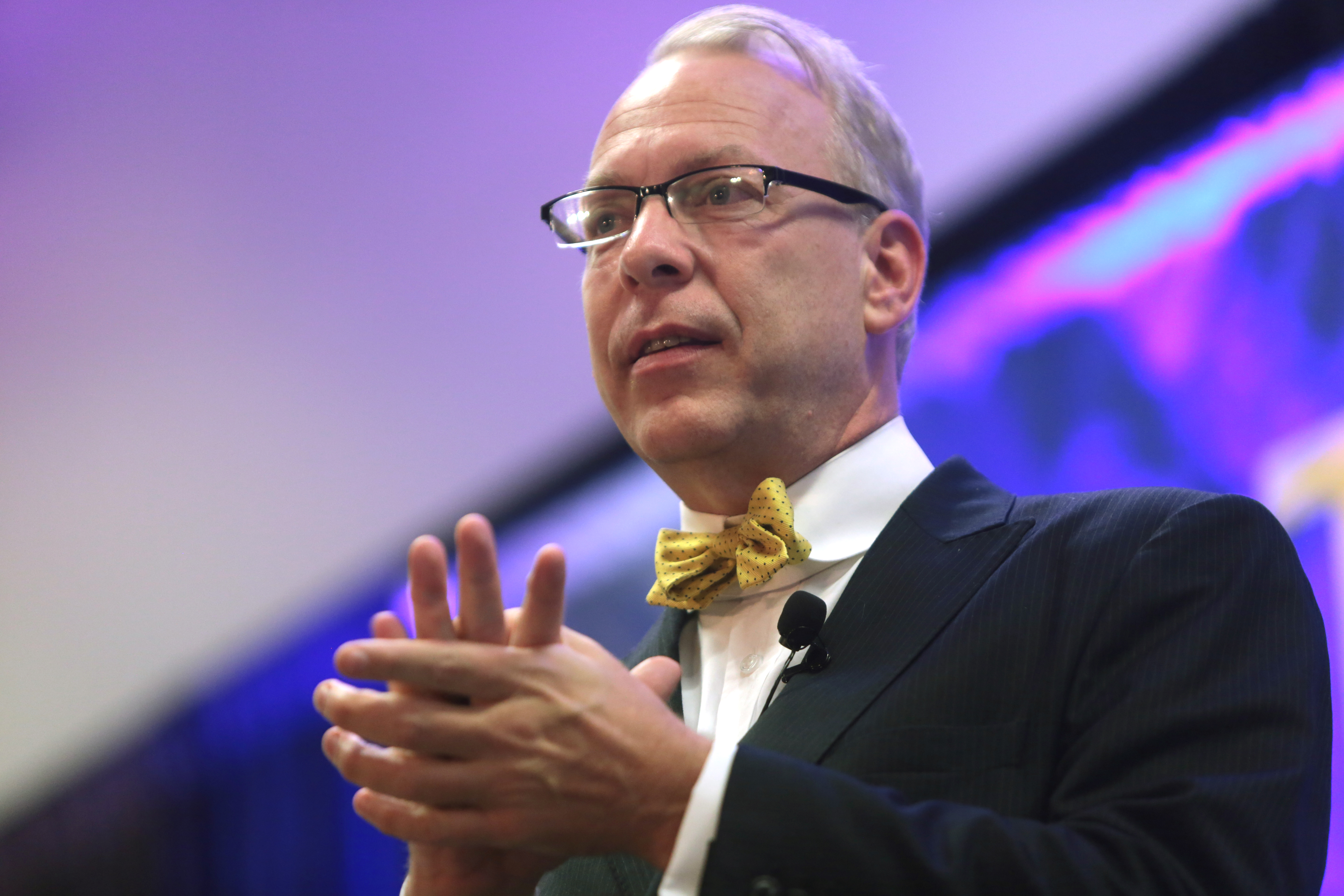
ジェフリー・タッカー
無政府資本主義の支持者でもありビットコインにも好意的である

経済学教育基金のエコノミストで無政府資本主義者でもあるジェフリー・タッカーによると、「（オルタナ右翼という）この運動の背景には連綿と続く思想伝統がある。フリードリヒ・ヘーゲルに始まり、そこからトーマス・カーライル、オスヴァルト・シュペングラー、マディソン・グラント、オトマール・シュパン、ジョヴァンニ・ジェンティーレを経てトランプのスピーチに至るという系譜を辿ることが出来る」。また彼の説明では、オルタナ右翼の支持者は「エリートが社会を牛耳り、社会的地位の低い労働者たちがそれに従うという過去の黄金期を夢想している」。また、「アイデンティティを何よりも大事にしており、アイデンティティの喪失は想像しうる限りで自己に対する最悪の罪である」と信じている。

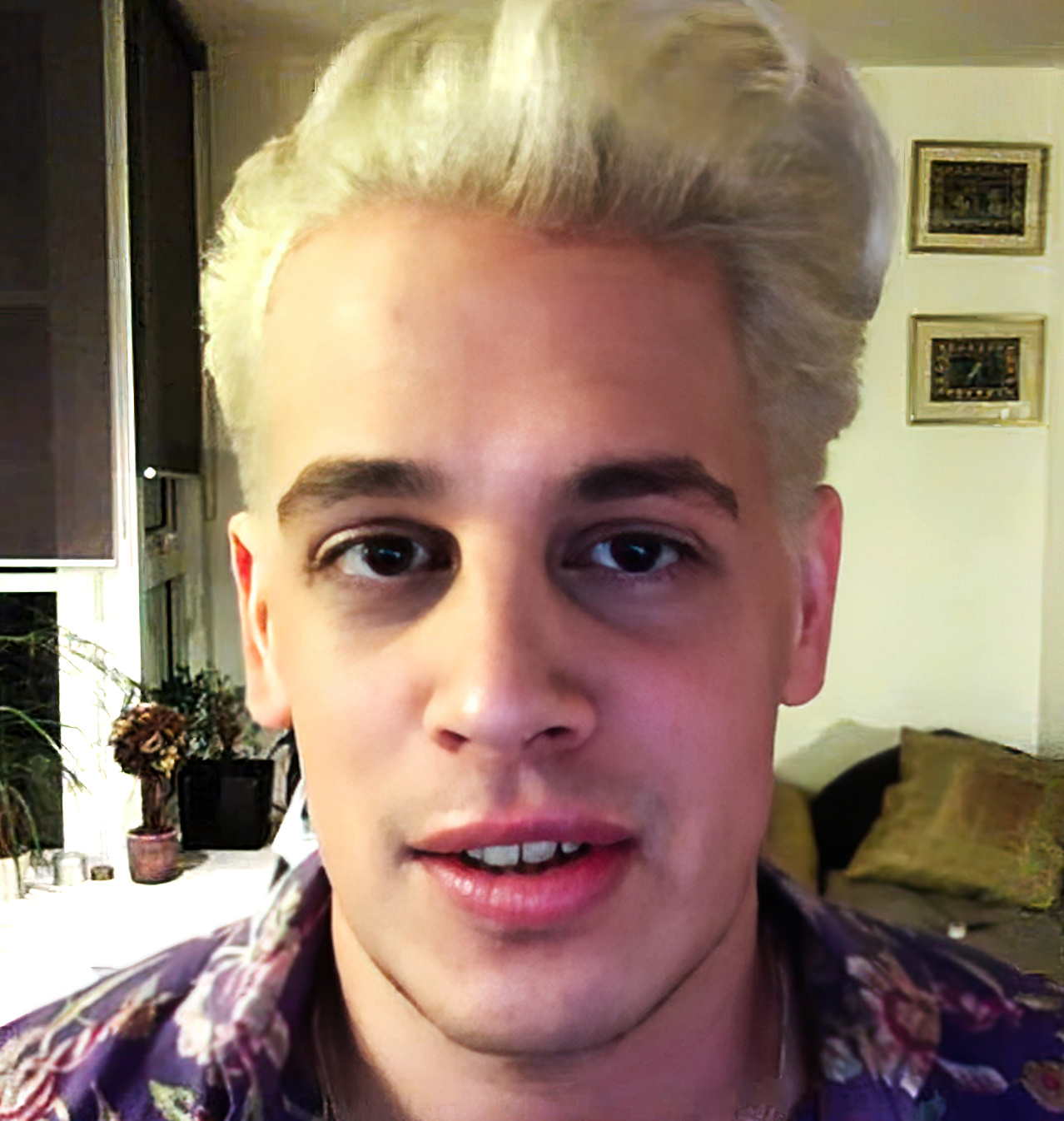
マイロ・ヤノプルス
ブライトバート・ニュースの編集者になる前にはゲーマーゲート集団嫌がらせ事件に首を突っ込んでいた

2016年3月、保守系オンラインニュースサイト『Breitbart News（ブライトバート・ニュース）』の記者アルム・ボカーリとマイロ・ヤノプルスは「主流保守派のためのオルタナ右翼入門（An establishment conservative's guide to the alt-right）」と称する記事を発表した。この記事は「オルタナ右翼」という用語を主流派の議論に持ち込む上で重要な役割を果たしたと南部貧困法律センターに評されている。『The New Republic』のジート・ヒーアはオルタナ右翼の思想的起源を超保守主義であると見定めており、特に移民を規制し、大っぴらに愛国主義的な外交政策を支持する点にその傾向が見いだされるとしている。
『ガーディアン』の分析によると、新たな右翼が主張していた民族主義こそがオルタナ右翼の先祖である。『ワシントン・ポスト』の記事でマシュー・シェフィールドは、オルタナ右翼は無政府資本主義の理論家マレー・ロスバードの影響も受けており、特に人種や民主主義についての見解にそれが見て取れるとしている。タッカーによれば、オルタナ右翼はリバタリアニズムに反対しているが、その理由は集団的アイデンティティや民族主義を個人の自由よりも重要視しているからである。

### 語源

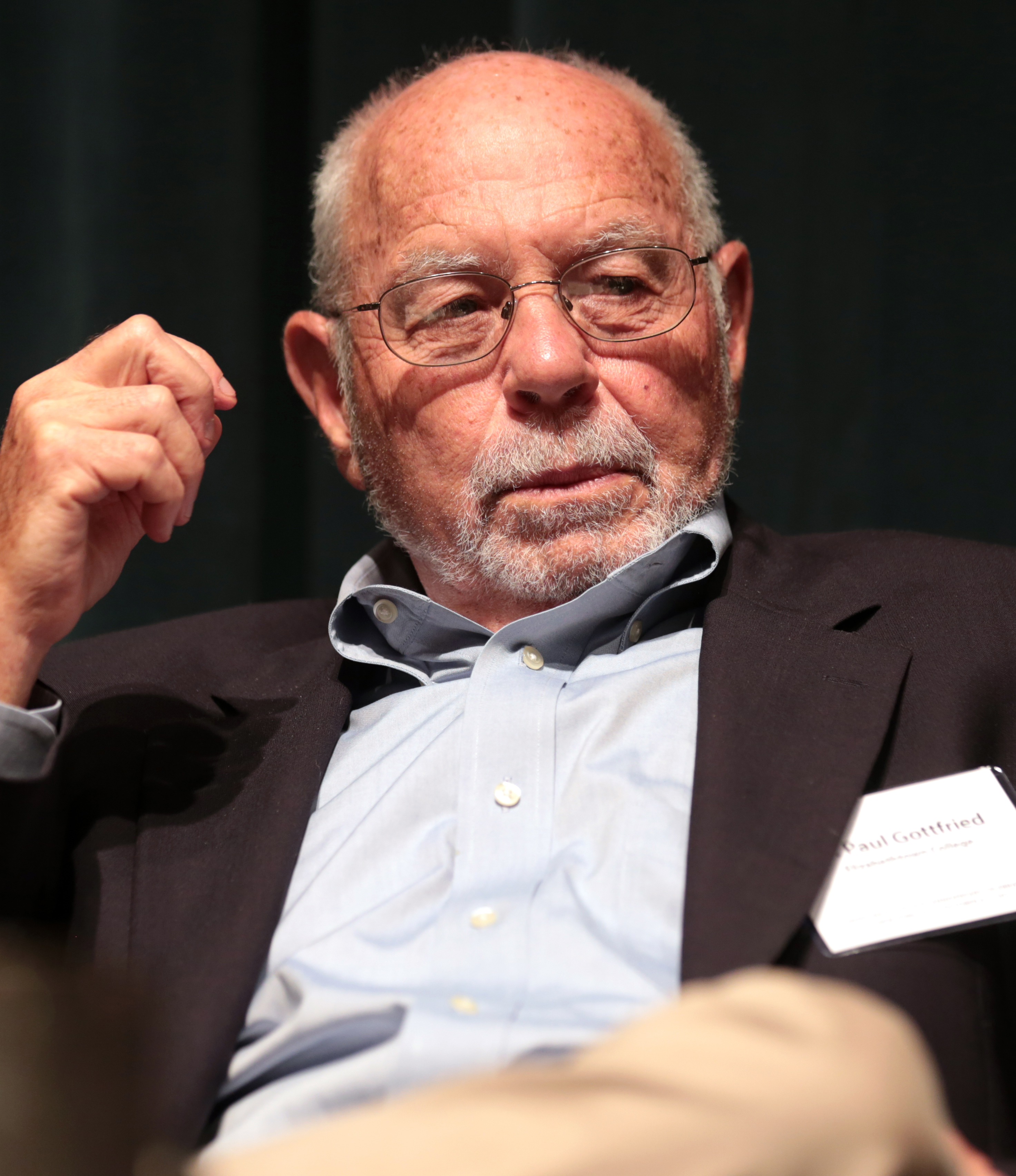
ポール・ゴッドフリード

2008年11月、ペイリオコンを造語したユダヤ系アメリカ人で保守派の哲学者であるポール・ゴットフリードは「H. L. Mencken Club」にて、「現社会を代替する（オルタネイティブ）右翼」と呼ばれる思想に触れている。この呼称の名付け親として最もよく知られているのは、白人至上主義の活動家で国家政策研究所の所長・『Alternative Right』の創立者であるリチャード・B・スペンサーである。スペンサーは2009年に、白人至上主義サイト『Taki's Magazine』にてケビン・ディアナが著した記事にオルタナ右翼をタイトルに付けている。

## 信念
オルタナ右翼には公式のイデオロギーがあるわけではない。AP通信も「（オルタナ右翼という）思想を定義する唯一の方法など存在しない」と述べている。
オルタナ右翼には、次のような思想の要素が含まれるとされている。白人ナショナリズム、白人至上主義、反ユダヤ主義、右翼ポピュリズム、排外主義、新反動主義運動。
『Newsday』のコラムニストであるキャシー・ヤングによると、オルタナ右翼は合法・違法を問わず移民に対して強く反対しており、ヨーロッパの難民危機に対して強硬な態度を取るという特徴がある。『The Federalist』のロバート・トラシンスキの記事によると、オルタナ右翼は異種族混交に反対し、集産主義と部族主義を支持している。ニコル・ヘマーが『NPR』で述べるところでは、オルタナ右翼にとってポリティカル・コレクトネスは「自らの自由に対する最大の脅威」として考えられている。
ゆるく定義されたオルタナ右翼に共通する特徴としては、主流の政治に対する軽蔑的態度と、2016年の大統領選挙におけるドナルド・トランプ候補への支持が挙げられる。しかし、トランプ自身は「活気づけたい集団ではなく、私は否定する」とオルタナ右翼に否定的である。
インディアナ大学の研究チームが#AltRghtMeansのハッシュタグが付いたツイート5万件を分析した結果、次のテーマがオルタナ右翼に頻出するという。反フェミニズム、反多文化主義、反ポリティカル・コレクトネス、白人の罪悪感と特権、レイシズム、ミソジニー、そしてヒラリー・クリントンへの嫌悪と憎悪。また、Twitter上でのオルタナ右翼は、ソーシャル・ジャスティス・ウォーリアーと似たような性格プロフィールを持ち、他の人々よりも感情的である。Twitterでの感情表現において、オルタナ右翼はよりポジティブな感情表現を行い、ソーシャル・ジャスティス・ウォーリアーはよりネガティブな感情表現を行っている。

## 見解
オルタナ右翼は一部の保守主義者から歓迎を受けている一方で、その他の主流派右派・左派からは人種差別的であるとして批判されている。特に、オルタナ右翼が主流派の保守主義や共和党への敵意をむき出しにしていることが、そうした層から支持を受けない理由になっている。
『National Review』の記事にて、デイヴィッド・A・フレンチはオルタナ右翼を「ワナビー・ファシスト（ファシストもどき）」と呼び、国政談義にそうした勢力が加わることを嘆いている。
『The Weekly Standard』の記事にて、ベンジャミン・ウェルトンはオルタナ右翼を「様々な要素が雑多に入り交じった勢力」と表現し、「左派の道徳主義にそっぽを向き、『レイシスト』、『ホモフォビア』、『セクシスト』となじられることを勲章であるかのように考えている」と述べた。
『The New Yorker』の記事にて、ベンジャミン・ウォレス＝ウェルズはオルタナ右翼を「ゆるいまとまりをもった極右運動」と表現した。そして、アメリカの政治におけるこれまでの右派との違いは、内実というよりもスタイルの差にあるとしており、次のようにも述べている。「オルタナ右翼を理解する一つの方法は、これは運動なのではなく、アイデンティティを巡る一つの集団実験なのだと考えることだ。多くの人々がネット上で匿名性を保つことで、自分が密かに抱いている極端な思想を試すのと同じことである」。
アラバマ大学のジョージ・ホーレー教授によると、オルタナ右翼は主流派の保守主義運動以上に進歩主義に対する脅威を突きつける存在となる可能性があるとしている。
AP通信副社長のジョン・ダニゼフスキは、自称されたいわゆる「オルタナ右翼」は同社がかつて端的に「人種差別主義者」「ネオナチ」「白人至上主義者」と呼んできたものであり、「人種差別主義、白人ナショナリズム、ポピュリズムが混在した保守主義の分派」と定義を入れるか、「白人ナショナリズム」「白人至上主義」などと明確化する必要性が顕著であると述べた。

### 論評

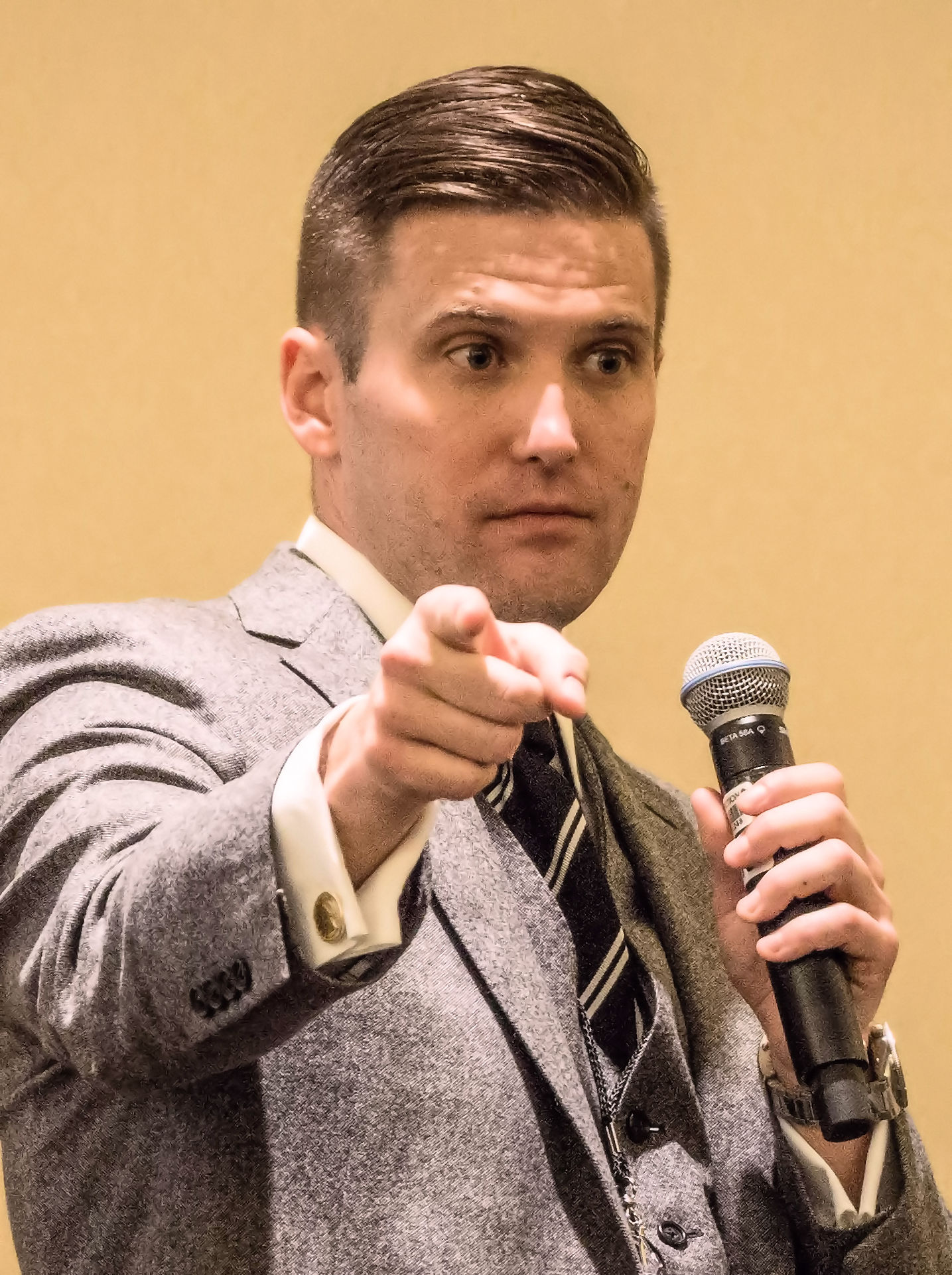
リチャード・スペンサーはオルタナ右翼の創設者と目されている

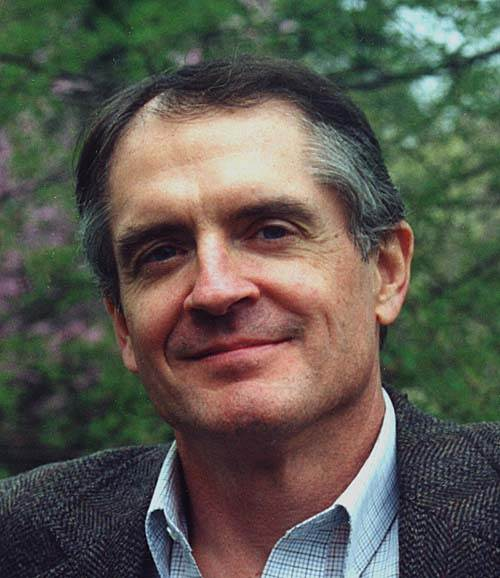
ジャレッド・テイラーはオルタナ右翼の代表的論客として知られている

2016年4月に『National Review』にてイアン・タットルが述べているところによると、「オルタナ右翼は過去数ヶ月以上にわたり、ネット上で人種差別主義的・反ユダヤ主義的な言説を広めてきた。しかしアルム・ボカーリとマイロ・ヤノプルスの理解では、オルタナ右翼を構成する人物は、楽しいこと好きの扇動者、西洋文明の勇敢な守護者、勇気ある知識人、そして『ユダヤ人問題の最終的解決2.0』を待望するごく少数のネオ・ナチたちだが、こうした一部の人物を誰も好んでいるわけではない」。ボカーリとヤノプルスは、『アメリカ人抵抗運動（American Renaissance）』の創立者ジャレッド・テイラーと『Alternative Right』の創立者リチャード・B・スペンサーをオルタナ右翼の代表的理論家として挙げている。『The Federalist』の記事でのキャシー・ヤングによると、オルタナ右翼的言説の中心地は『Alternative Right』から『Radix Journal』に取って代わられた。同記事での報告によると、『Radix Journal』に掲載された中絶に関する論考では、プロライフ（中絶反対派）は「劣生学的」とされているが、それは「知能の程度が著しく低く、責任感もない」女性の生殖を推奨することを意味するからだとされている。ケヴィン・B・マクドナルドもオルタナ右翼の理論家の一人として知られている。
『Newsday』にて、ヤングはオルタナ右翼のことを「胸糞悪い偏見を撒き散らす（…）白人至上主義者が住まう（…）反ユダヤ主義の巣」と呼んでいる。『All In with Chris Hayes』にて、クリス・ヘイズはオルタナ右翼のことを「本質的には現代における白人至上主義」と婉曲的に表現している。『BuzzFeed』記者のロージー・グレイはオルタナ右翼を「我々の時代にぴったり合った白人至上主義」と表現した上で、彼らが「攻撃的なレトリックとむき出しの反ユダヤ主義的中傷」を用いており、「アメリカの右派というよりもむしろヨーロッパの極右運動との共通点を多くもつ」と述べた。『Haaretz』にてイシャイ・シュワーツは、オルタナ右翼は「辛辣な反ユダヤ主義者」であり、「オルタナ右翼が提示する『オルタナティブ』とは、大部分において、ユダヤ人を受容しないというオルタナティブなのだ」とし、実際の脅威として深刻にとらえねばならないと警鐘を鳴らしている。
南部貧困法センターによると、『Breitbart News』はオルタナ右翼的見解が好んで発表される場となっている。
2016年8月25日、民主党の大統領選挙候補者ヒラリー・クリントンはスピーチにて、「共和党が過激派グループに乗っ取られる手助けをしている」として共和党の候補者ドナルド・トランプを強く批判した。彼女はこの過激派グループを「オルタナ右翼」と特定し、トランプの選挙対策本部最高責任者のスティーブン・バノンが『Breitbart News Network』を「オルタナ右翼にとってのプラットフォーム」と述べたことに注意を促している。オルタナ右翼支持者の一部はこの批判を受けたことをむしろ喜んだ。彼らによれば、クリントンのスピーチは「無料の広告」となり、オルタナ右翼についてGoogle検索で調べられる回数がグンと跳ね上がり、数百万もの人々がこの運動について「生まれて初めて」耳にすることになった、という。
2016年9月9日、オルタナ右翼コミュニティの複数の主導者が記者会見を開いた。これはほとんど知られていない運動の主旨を説明する「カミングアウト・パーティ」であると、ある記者は表現している。そこでは人種差別主義的な信念が表明され、「人種は実在する、人種は重要な問題である、そして人種はアイデンティティの基礎となる」と語られた 。発表者は「白人の母国」を強く求め、人種間での知能の差について説明した。同時に、トランプを支持することを確証し、「彼こそリーダーたる風格を備えている」と述べた。

## ミームの使用

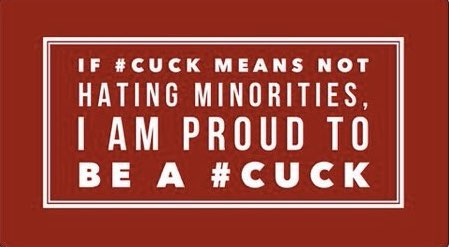
「『寝取られ保守』で何が悪い!」と主張する反トランプ陣営のステッカー

広く報道されているように、オルタナ右翼は信念を表明する際に、特に4chanや8chanのようなウェブサイトにてインターネット・ミームを多用する。例えば、「cuckservative（寝取られ保守）」という、「cuckold（寝取られ）」と「conservative（保守主義）」に由来する造語の発案者は、オルタナ右翼の信奉者だと言われている。他の例として、三重括弧「（（（）））」あるいは「エコー」を用いてネット上のユダヤ人を指して揶揄するという方法は、『The Right Stuff』というブログが出自だとされている。また、カエルのペペ（Pepe the Frog）というカエルのミームの使用もオルタナ右翼の間で人気があるとされており、メディアでは「ナチ・フロッグ」として言及されている。このミームがヒラリー・クリントンの選挙キャンペーン公式サイトで批判された後、ペペ・ザ・フロッグがオルタナ右翼に使用されていることがメディアから大々的な注目を集めた。
オルタナ右翼コミュニティでこのようにミームが広範に使用されていることを受け、オルタナ右翼が真剣な運動なのか、あるいは古くからある保守主義的な信念を表明するための新たな手段に過ぎないのかという疑問が、一部の評論家によって抱かれている。『Columbia Journalism Review』のチャヴァ・ゴウラリーによれば、このようにミームによってメディアの反応を引き起こすこと自体が、一部のクリエーターにとっては最終目的であるとされる。ヴァンダービルト大学政治学科のマーク・ヘザリントン教授は、こうしたミーム使用は人種差別主義的見解を正当化するための手段であると指摘している。

## オルタナ右翼のアジア系女性に対する性的指向
『ニューヨーク・タイムズ』の「オルタナ右翼のアジア系フェティッシュ」という記事によると、黒人男性ジョージ・フロイド死亡事件の加害者であるデレク・ショーヴィンの妻がフモン系アメリカ人だったように、「白人男性のナショナリストは、アジア系女性を（性的に）好む傾向がある」という。『デイリー・ストーマー』創設者のアンドリュー・アングリン、国家政策研究所所長のリチャード・B・スペンサー、オルタナ右翼のソーシャルメディアパーソナリティであるマイク・セルノヴィッチなどはアジア系女性と交際・結婚している。特に、スペンサーは「アジア系には何かがある。可愛いし、頭もいいしね」と述べており、白人がそれ以外の人種より優れているという白人至上主義・反多文化主義を掲げ、非白人の排斥を叫ぶオルタナ右翼が「アジア系女性を好む」のは奇妙であるが、『ニューヨーク・タイムズ』によると「そこに矛盾はない」という。
その理由をアジア系といえば「よく働き」「向上心があり」「表面的には白人主流のアメリカ社会に同化しようと努めている」モデル・マイノリティというステレオタイプであり、「このアジア系のモデル・マイノリティ俗説によって、白人至上主義者から受け入れられやすくなっているのかもしれない」という。さらに、アジア系女性は「従順かつ寡黙」「（男性に性的快楽を与える意味で）性欲旺盛」であるというステレオタイプであり、「白人ナショナリストらは、こうした2つの俗説を混ぜこぜにして」おり、こうしたステレオタイプは「極右のミソジニーや反フェミニストの価値観にも一致」し、「オルタナ右翼の言うところによると、（アメリカ育ちの）白人女性はフェミニストになりすぎた」、一方でアジア系女性は「性的にも男性に尽くす傾向があり、比較的小柄かつスリムで、色白」「女性らしさについての（昔ながらの）西洋的な規範に合うもの」であるから、アジア系女性を選ぶ白人至上主義者が少なくないのではないかと述べている。
さらに『ザ・リリー』は、アジア系女性に対するステレオタイプとして「子どもへの教育熱心さや、成功への執着、家族全体が繁栄することへの積極性」を挙げており、白人至上主義者がアジア系女性を「性的であると同時に、結婚相手としても理想的」だと見る傾向があるとしている。